# Dalston (Cumbria)
Dalston is een civil parish in het bestuurlijke gebied Carlisle, in het Engelse graafschap Cumbria. In 2001 telde het dorp 2643 inwoners.